# Google Pay
Google Pay (G Pay, dříve Pay with Google a Android Pay) je elektronický platební systém od firmy Google, který umožňuje placení pomocí mobilních telefonů a tabletů se systémem Android (nebo chytrých hodinek se systémem Wear OS) pomocí bezkontaktního NFC.
Dne 8. ledna 2018 byl spojen původní systém Android Pay a Google Wallet do aplikace Google Pay. Systém podporoval od května 2018 také palubní lístky (k letenkám) a vstupenky.
Služba je na Wear OS nyní podporována i v České republice a na Slovensku.
V květnu 2022 Google oznámil novou službu Google Wallet, která v červenci 2022 nahradila stávající aplikaci Google Pay. Google Pay i nadále funguje jako služba.

## Dostupnost

### Česká republika
| #  | Banka/Společnost                | Datum spuštění     |
| -- | ------------------------------- | ------------------ |
| 1  | J&T                             | 14. listopadu 2017 |
| 2  | mBank                           | 14. listopadu 2017 |
| 3  | MONETA Money Bank               | 14. listopadu 2017 |
| 4  | Komerční banka                  | 5. prosince 2017   |
| 5  | Edenred                         | 5. června 2018     |
| 6  | Revolut                         | 27. srpna 2018     |
| 7  | Equa bank                       | 21. ledna 2019     |
| 8  | Fio banka                       | 2. dubna 2019      |
| 9  | Home Credit                     | 29. dubna 2019     |
| 10 | Creditas a Richee               | 21. května 2019    |
| 11 | Česká spořitelna                | 2. července 2019   |
| 12 | Air Bank                        | 5. listopadu 2019  |
| 13 | Curve                           | 5. listopadu 2019  |
| 14 | ČSOB a ČSOB Poštovní spořitelna | 5. listopadu 2019  |
| 15 | UniCredit Bank                  | 5. listopadu 2019  |
| 16 | Wise                            | 7. listopadu 2019  |
| 17 | Essox                           | 18. prosince 2019  |
| 18 | Up                              | 28. února 2020     |
| 19 | Twisto                          | 9. března 2020     |
| 20 | Monese                          | březen 2020        |
| 21 | Raiffeisenbank                  | 7. dubna 2020      |
| 22 | Hello bank!                     | 5. května 2021     |
| 23 | Sberbank                        | 27. září 2021      |

### Svět
| Datum             | Podpora karet vydaných ve státě                            |
| ----------------- | ---------------------------------------------------------- |
| 11. září 2015     | Spojené státy americké                                     |
| 18. květen 2016   | Spojené království                                         |
| 27. červen 2016   | Singapur                                                   |
| 13. červenec 2016 | Austrálie                                                  |
| 20. říjen 2016    | Hongkong                                                   |
| 17. listopad 2016 | Polsko                                                     |
| 1. prosinec 2016  | Nový Zéland                                                |
| 7. prosinec 2016  | Irsko                                                      |
| 13. prosinec 2016 | Japonsko                                                   |
| 7. březen 2017    | Belgie                                                     |
| 23. květen 2017   | Rusko                                                      |
| 31. květen 2017   | Kanada                                                     |
| 1. červen 2017    | Tchaj-wan                                                  |
| 26. červenec 2017 | Španělsko                                                  |
| 1. listopad 2017  | Ukrajina                                                   |
| 14. listopad 2017 | Brazílie                                                   |
| 14. listopad 2017 | Česko                                                      |
| 28. únor 2018     | Slovensko                                                  |
| 26. červen 2018   | Německo                                                    |
| 31. červenec 2018 | Chorvatsko                                                 |

Globální dostupnost Google Pay - Tmavě zelená: Dostupné / Světle zelená: Připravuje se

| 28. září 2018     | Indie (založeno na UPI, původně Tez, vydán 17. srpna 2017) |
| 19. září 2018     | Itálie                                                     |
| 30. říjen 2018    | Dánsko                                                     |
| 30. říjen 2018    | Finsko                                                     |
| 30. říjen 2018    | Norsko                                                     |
| 30. říjen 2018    | Švédsko                                                    |
| 14. listopad 2018 | Spojené arabské emiráty                                    |
| 27. listopad 2018 | Chile                                                      |
| 11. prosinec 2018 | Francie                                                    |
| 30. duben 2019    | Chile                                                      |
| 2020 [Předpoklad] | Bělorusko                                                  |

Světle růžové pozadí označuje státy, které zavedly platby pod názvem Android Pay.